# Rosellón (comarca)

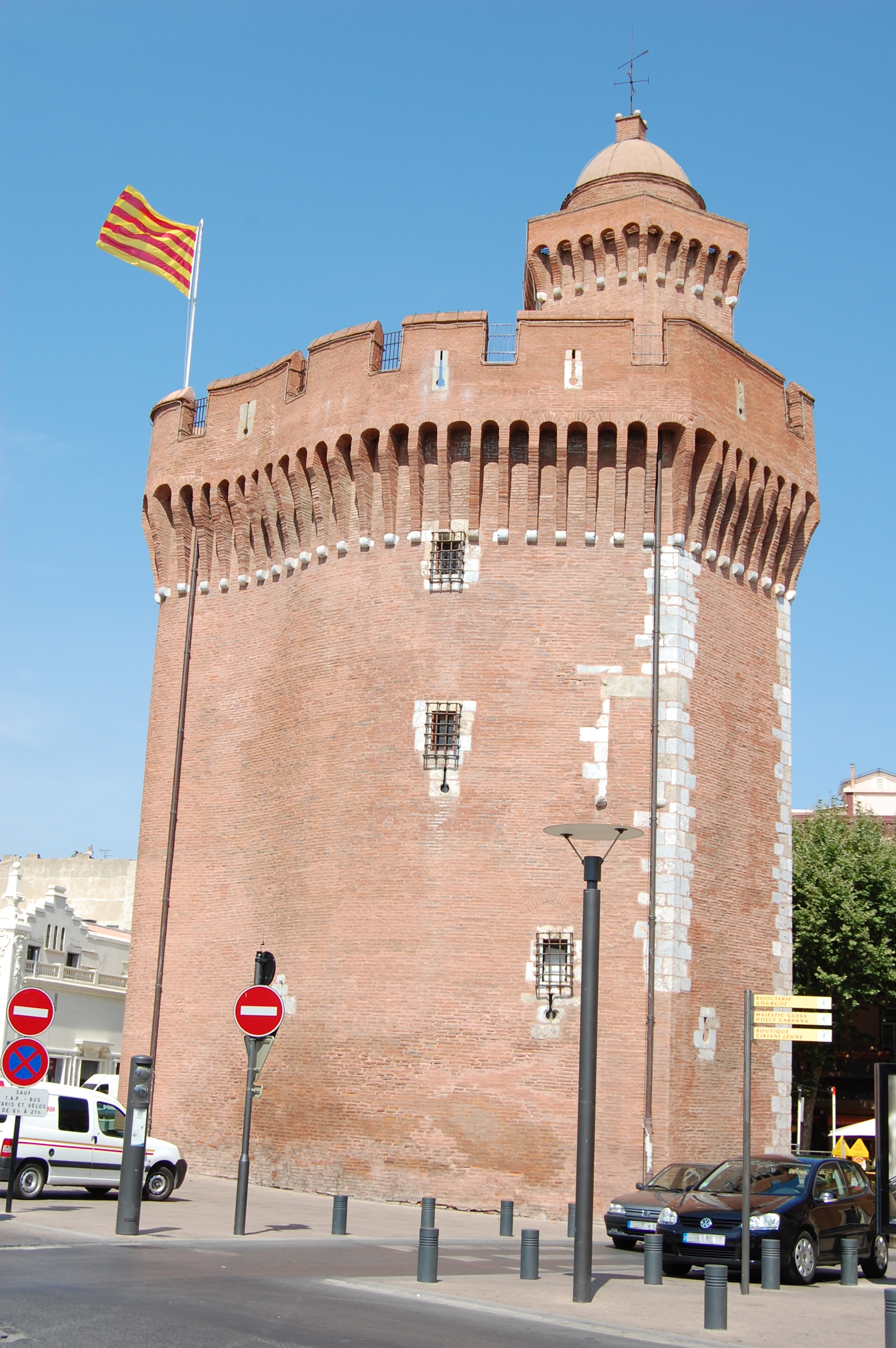
El Castellet de Perpiñán, monumento-símbolo del ayuntamiento de Perpiñán.

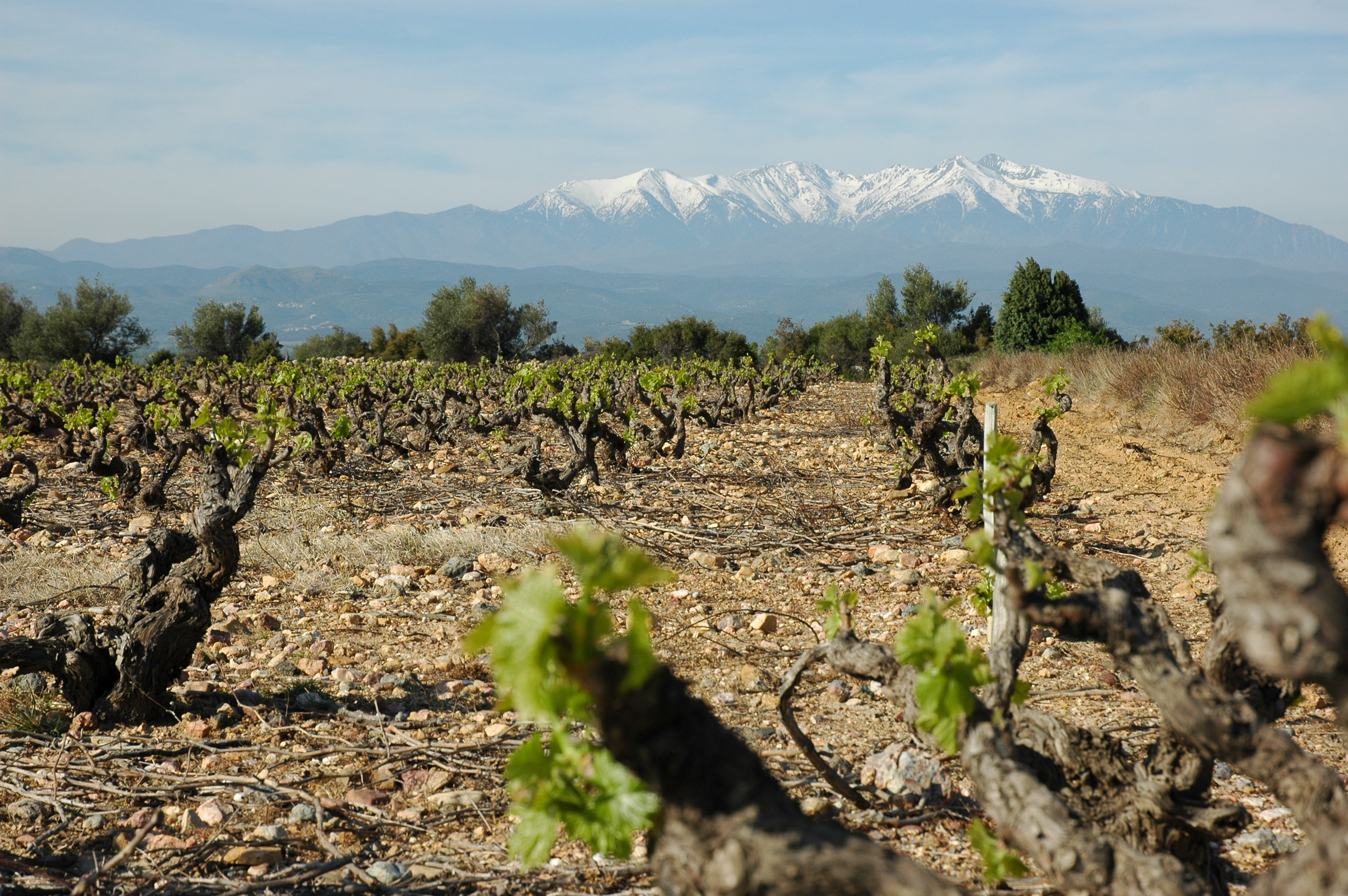
Viñas en Rivesaltes, con el Canigó al fondo.

La comarca del Rosellón (en francés Roussillon, en catalán Rosselló) es una comarca histórica de la Corona de Aragón — perteneció a España hasta el año 1659 —, situada en el sur de Francia, en el departamento de los Pirineos Orientales en la región de Occitania. Fue definida por Joan Becat en el Atlas de Catalunya Nord en 1977 como de una comarca catalana. Es una de las comarcas que comprende la región histórica homónima, la cual coincide, en gran medida, con el departamento de los Pirineos Orientales, si exceptuamos la comarca de la Fenolleda.
Perpiñán es la ciudad más importante de la comarca, siéndolo también de toda la región histórica del Rosellón, e histórica capital del condado homónimo. Limita al sur con la comarca catalana del Alto Ampurdán, en España, y con la del Vallespir; al oeste con la del Conflent; al norte con la comarca de la Fenolleda y con el departamento de Aude; y al este con el mar Mediterráneo.
Al este de Perpiñán, es decir, prácticamente a orillas del Mediterráneo, la comarca del Rosellón es una llanura baja con lagunas costeras, como la llamada en francés Étang de Leucate o también Étang de Salses (Lago de Leucate o de Salses, en catalán Estany de Salses). Entre las lagunas costeras el relieve natural ha sido de marismas, las cuales constituyen una pequeña región costera llamada la Salanca (Salanque en francés) debido a la antigua producción de sal obtenida del mar. El valle del Rosellón está regado por tres ríos, del sur al norte: el Tec, el Têt y el Agly. Dominado por el monte Canigó, sus principales recursos son el vino, frutas y hortalizas, y el turismo.

## Clima
Posee un clima mediterráneo. Las medias anuales de temperatura van de 14 °C a 16, la media de enero se suele mantener en 7 °C y la de julio un poco por debajo de los 24 (23,6 °C en Perpiñán). El peligro de heladas, casi inexistente en el litoral, dura todo el invierno en el interior. Las precipitaciones no suelen pasar de 660 mm, pero son muy irregulares. Las precipitaciones de otoño representan un 40%. Aunque el verano es la estación más seca (13-14% de las precipitaciones), el mes más seco, con 20-21 mm de agua, es febrero.

## Municipios de la comarca del Rosellón
| - Alénya - Argelès-sur-Mer - Bages - Baixas - Banyuls-sur-Mer - Banyuls-dels-Aspres - Baho - Le Barcarès - Bompas - Brouilla - Boule-d'Amont - Bouleternère - Cabestany - Caixas - Calce - Calmeilles - Camélas - Canet-en-Roussillon - Canohès - Casefabre - Cases-de-Pène - Castelnou - Cerbère - Claira - Colliure - Corbère - Corbère-les-Cabanes - Corneilla-la-Rivière - Corneilla-del-Vercol - Elne - Espira-de-l'Agly - Estagel - Fourques - Ille-sur-Têt - Laroque-des-Albères - Latour-Bas-Elne - Le Boulou - Le Soler - Llauro - Llupia - Millas - Montescot - Montesquieu-des-Albères - Montner - Montauriol - Néfiach - Ortaffa | - Oms - Opoul-Périllos - Passa - Palau-del-Vidre - Peyrestortes - Perpiñán - Pézilla-la-Rivière - Pia - Pollestres - Ponteilla - Port-Vendres - Prunet-et-Belpuig - Rivesaltes - Saleilles - Salses-le-Château - Saint-André - Saint-Cyprien - Saint-Estève - Saint-Féliu-d'Amont - Saint-Féliu-d'Avall - Saint-Génis-des-Fontaines - Saint-Hippolyte - Saint-Jean-Lasseille - Saint-Laurent-de-la-Salanque - Saint-Michel-de-Llotes - Saint-Nazaire - Sainte-Colombe-de-la-Commanderie - Sainte-Marie-la-Mer - Sorède - Tautavel - Taillet - Taulis - Terrats - Théza - Toulouges - Tordères - Torreilles - Tresserre - Trouillas - Thuir - Villelongue-de-la-Salanque - Villelongue-dels-Monts - Villemolaque - Villeneuve-de-la-Raho - Villeneuve-la-Rivière - Vingrau - Vivès |